# Den Liberale Erhvervsklub
Den Liberale Erhvervsklub er en dansk forening (en såkaldt pengeklub), der er etableret med det formål at støtte partiet Venstre økonomisk.
Klubben blev etableret i 1998 på opfordring af Anders Fogh Rasmussen. Den har knap 100 topledere som medlemmer, og afholder 4–6 årlige arrangementer om aktuelle politiske emner. 
Medlemskab af klubben koster 20.000 kr. årligt. Overskuddet overføres til Venstre; ifølge Fritz Schur omkring halvdelen af de mellem 400.000 og 500.000 kr., som foreningen får ind i kontingenter. Årsagen til, at kontingentet er netop 20.000 kr. er, at det er grænsen for hvor stort et bidrag der kan ydes til et politisk parti uden at giverens navn skal fremgå af partiregnskabet.
Fritz Schur afgik som formand for Den Liberale Erhvervsklub i forbindelse med Venstres landsmøde 2012, efter at have været formand siden erhvervsklubbens etablering.